# Мецавија (Кунео)
Мецавија је насеље у Италији у округу Кунео, региону Пијемонт.
Према процени из 2011. године у насељу је живело 44 становника. Насеље се налази на надморској висини од 478 m.